# Valerie French
Pour les articles homonymes, voir French.

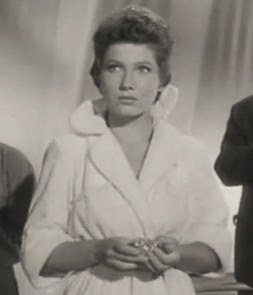
Dans The 27th Day (1957)

Valerie French est une actrice britannique, née Valerie Harrison le 11 mars 1928 à Londres (Angleterre), morte le 3 novembre 1990 à New York (État de New York).

## Biographie
Valerie French (pseudonyme) débute au théâtre dans son pays natal puis, installée aux États-Unis, joue à Broadway et Off-Broadway (New York) entre 1965 et 1981.
Au cinéma, elle contribue seulement à onze films, majoritairement américains. Le premier est le film italien Une fille nommée Madeleine (en) d'Augusto Genina (avec Märta Torén et Gino Cervi), sorti en 1954. L'ultime est le western germano-britannique Shalako d'Edward Dmytryk (avec Sean Connery et Brigitte Bardot), sorti en 1968. Entretemps, mentionnons L'Homme de nulle part de Delmer Daves (1956, avec Glenn Ford et Ernest Borgnine) et Racket dans la couture de Vincent Sherman et Robert Aldrich (1957, avec Lee J. Cobb et Kerwin Mathews).
À la télévision, Valerie French apparaît entre 1956 et 1982 dans dix-neuf séries, dont Le Prisonnier (un épisode, 1968, avec Patrick McGoohan).
French est décédée d' une leucémie à New York en 1990, à l'âge de 62 ans

## Filmographie

### Au cinéma (intégrale)
(films américains, sauf mention contraire)
- 1954 : Une fille nommée Madeleine (Maddalena) d'Augusto Genina (film franco-italien) : rôle non-spécifié
- 1955 : Un mari presque fidèle (The Constant Husband) de Sidney Gilliat (film britannique) : Bridget
- 1956 : L'Homme de nulle part (Jubal) de Delmer Daves : Mae Horgan
- 1956 : Secret of Treasure Mountain de Seymour Friedman : Audrey Lancaster
- 1957 : Racket dans la couture (The Garment Jungle) de Vincent Sherman et Robert Aldrich : Lee Hackett
- 1957 : The Hard Man (it) de George Sherman : Fern Martin
- 1957 : Le vengeur agit au crépuscule (Decision at Sundown) de Budd Boetticher : Ruby James
- 1957 : The 27th Day de William Asher : Eve Wingate
- 1959 : The Four Skulls of Jonathan Drake d'Edward L. Cahn : Alison Drake
- 1959 : Du sang en première page (The Story on Page One) de Clifford Odets : Liz
- 1968 : Shalako d'Edward Dmytryk (film germano-britannique) : Elena Clarke

### À la télévision (sélection)
(séries)
- 1968 : Le Prisonnier (The Prisoner)
  - Saison unique, épisode 14 Musique douce (Living in Harmony) : Kathy
- 1977 : On ne vit qu'une fois (One Life to Live), feuilleton
  - Épisodes non-spécifiés : Peggy Filmore
- 1977 : La Force du destin (All My Children), feuilleton
  - Épisodes non-spécifiés : Maureen Dalton Tiller

## Théâtre

### En Angleterre (sélection)
- 1954-1955 : It's Different for Men de Brenda Danischewsky (à Bath) : rôle non-spécifié

### À Broadway (intégrale)
- 1965-1966 : Témoignage irrecevable (Inadmissible Evidence) de John Osborne, mise en scène d'Anthony Page : Liz
- 1966 : Help Stamp Out Marriage! de Keith Waterhouse et Willis Hall, production de George Abbott : Sarah Lord
- 1969 : The Mother Lover de Jerome Weisman, mise en scène de Larry Blyden : Griselda
- 1972 : Children! Children! de Jack Horrigan, mise en scène de Joseph Hardy : Helen Giles (remplacement)
- 1981 : A Taste of Honey de Shelagh Delaney : Helen

### Off-Broadway (sélection)
- 1968-1969 : Tea Party d'Harold Pinter : Wendy (remplacement)
- 1970-1971 : Trelawney of the « Wells » d'Arthur Wing Pinero : Imogen Parrott
- 1976 : Henri V (Henry V) de William Shakespeare : Alice
- 1977 : John Gabriel Borkman d'Henrik Ibsen : Fanny Wilton
- 1980 : La Chute des anges (Fallen Angels) de Noël Coward : Julia Sterroll